# Dictadología tópica
Dictado tópico: Del latín dictare, frecuentativo de dicere, decir, lo que dictado
significa, o sea, aquello que se dicta, que se dice, y adjetivamos de tópico a cuanto pueda
aludirnos al τόπος popular, al lugar, y no al Τοπικά, tratado en el que Aristóteles habla de los τόποι o lugares comunes. Es decir, un dictado típico se deriva directamente del concepto de topónimo.

## Dictadología tópica como disciplina
Fue Camilo José Cela (1998) quien puso las bases de la dictadología tópica moderna al revisar lo teorizado con anterioridad y al clasificar y sistematizar los distintos subapartados que la componen. 
Fermín Caballero fue el primero en hacer una recopilación sistemática de dictados tópicos con la publicación en 1834 de Nomenclatura Geográfica de España. Análisis gramatical y filosófico de los nombres de pueblos y lugares de la península, con aplicación a la topografía y la historia. Le siguieron Fernán Caballero con su Colección de cuentos y poesías andaluces (Sevilla, 1859) y Emilio Lafuente Alcántara con Cancionero popular. Colección escogida de seguidillas y coplas (1865).
Gabriel María Vergara Martín en el primer tercio del siglo XX recopiló en distintas obras, que iba ampliando sucesivamente, una buena colección de cantares, refranes, aforismos,... relacionados con los distintos lugares de España, siendo los más importantes el Diccionario geográfico popular de cantares (1923) y Refranero geográfico español (1936). 
En 1998 Camilo José Cela publicó el primer tomo de su Diccionario geográfico popular en el que incluyó una primera parte dedicada a la teorización del fenómeno. En la segunda parte recopiló todo lo relativo al topónimo España. Su intención planteada en la introducción era la de publicar 19 volúmenes, uno por cada comunidad autónoma, más uno dedicado a la ciudad autónoma de Ceuta. Solo se publicó el primero de ellos.  Sus alumnos, María Pilar Cruz Herrera, alumna de Cela, defendió en 1997 la tesis La formación de gentilicios, seudogentilicios y otros dictados tópicos en las comunidades de Madrid y Castilla-La Mancha. Por su parte Gaspar Sánchez Salas, también discípulo, publicó en 2010 un volumen dedicado a la comunidad de Madrid.

## Componentes de la dictadología tópica
Cela expande la materia que ha de estudiarse dentro de esta disciplina hasta abarcar los siguientes conceptos:
- Topónimo, la denominación oficial del lugar; topónimo histórico, el que ha caído en desuso o ha sido derogado, por ejp. Castrillo Matajudíos, actual Castrillo Mota de Judíos; topónimo popular, el creado popularmente, Pucela por Valladolid; topónimo significante, el formado por una locución con significado, La Tacita de Plata, por Cádiz; topónimo literario, creado por determinados autores con fines estilísticos o literarios: Marinada por la La Coruña, Oleza por Orihuela e incluso topónimos imaginarios, que evocan algún tipo de lugar, por ejemplo Mirabueno.
- Gentilicios propiamente dichos, es decir los oficiales: España, madrileño, onubense, etc.; paragentilicios, formado por sinécdoque: ribereño el de Aranjuez, porteño el de Buenos Aires, etc. y seudogentilicio: apodo colectivo creado por paisanaje o vecindad: gatos para los de Madrid, bolos para los de Toledo, etc.
- Locución, modismo o frase hecha, comparación estereotipada, en el que se incluya un término de los anteriores.
- Refrán, adagio, proverbio.
- Aforismo, apotegma, máxima, sentencia.
- Coplas.
- Cantares.

## Los dictados tópicos y su carácter peyorativo
Una buena parte de los dictados tópicos «hablan mal del pueblo de al lado». Es algo de lo que parten la mayoría de los estudiosos desde Vergara Martín, e incluso antes:
La enemistad entre los de las regiones y localidades próximas ha sido y suele ser tan grande, que no es extraño hallar refranes y otras frases populares que contienen insultos y aun ofensas graves, que si fueran fundadas, nos harían formar mala idea de la moralidad de aquellos a quien se refieren.
Cela amplía esta razón u origen del carácter peyorativo con otras dos de más peso dentro de la doctrina: la fuerza de la rima, y la inercia fonética. En cuanto a la fuerza de la rima, valga como ejemplo el que muchos de los pueblos terminados en «on» tachan a cada uno de sus habitantes de «ladrón». La inercia fonética se forma por proximidad entre los sonidos del topónimo o gentilicio con una palabra de la lengua común, por ejemplo «ser de Parla» por 'tener labia'.

Por su parte los estudiosos de la cultura popular Pedrosa, Palacios y Rubio Marcos reflexionaban sombre este punto en el capítulo titulado «La historia según “los otros”» de su libro Héroes, santos, moros y brujas. Leyendas épicas, históricas y mágicas de la tradición oral:
Resulta sorprendente apreciar que, en muchas ocasiones, las historias que sobre el carácter de los naturales de cada pueblo se cuentan han sido inventadas más por «los otros» —sobre todo por los de los pueblos vecinos— que por los nativos, y que muchas veces los nombres, los seudónimos, los motes, los apodos y los gentilicios por los que cada familia o cada pueblo resultan conocidos son, por lo general, una invención —muchas veces poco inocente, y hasta humorística y paródica, cuando no abiertamente malintencionada— de los demás.